# Kaloplocamus ramosus
 Kaloplocamus ramosus (Cantraine, 1835) è un mollusco nudibranchio della famiglia Polyceridae.

## Biologia
Si nutre di briozoi del genere Caberea, Porella cervicornis, Scrupocellaria incurvata, Tubocellaria cereoides.